# 八幡荘 (上野国)
八幡荘（はちまんのしょう/やはたのしょう）は、上野国碓氷郡（現在の群馬県高崎市八幡（やわた）町・安中市板鼻付近）にあった荘園。古代より信濃国と結ぶ東山道（中山道）の要所に位置する（上野国国府から西南西へ10km）。
平安時代中期、源頼信が上野介任官時に摂関家領として立券され、上野國一社八幡宮を勧請したことが名の由来である。河内源氏の関東進出の基となった。荘内の山名郷（多胡郡）は南八幡（現在の高崎市山名町）付近にあった。

## 平安時代後期以降
八幡荘は、源頼信以降、頼義-義家-義国と河内源氏重代の拠点であり、源義重が相続したことで、新田荘とともに新田氏の根拠地となった。
新田氏一族の里見氏、山名氏は八幡荘内の里見郷、山名郷よりそれぞれ発祥し、また、義重の猶子で娘婿の矢田義清の所領の矢田郷も荘内に存在する。
新田義貞が鎌倉幕府打倒の兵を挙げた際も、一旦この地に入って信濃や越後の味方と合流した。

## 南北朝時代以降
南北朝の内乱の中で上杉氏が八幡荘を奪って守護領に編入し、以降守護・上杉氏の上野国経営の中心となった。
戦国時代後期に入ると、武田氏が侵入して同地を支配している。